# ماساكي ياناغاوا
ماساكي ياناغاوا (باليابانية: 柳川 雅樹) (ولد في 1 مايو 1987) في ساندا في اليابان؛ هو لاعب كرة قدم ياباني سابق كان يلعب كمدافع.

## وصلات خارجية
- ماساكي ياناغاوا على موقع الاتحاد الدولي (مؤرشف)  (الإنجليزية)
- ماساكي ياناغاوا على موقع رابطة كرة القدم اليابانية للمحترفين (اليابانية)
- ماساكي ياناغاوا على موقع قاعدة بيانات كرة القدم.إي يو (الإنجليزية)
- ماساكي ياناغاوا على موقع Soccerway.com (الإنجليزية)
- ماساكي ياناغاوا على موقع عالم كرة القدم.نت (الإنجليزية)
- ماساكي ياناغاوا على موقع كووورة